# Koga Yūsei
Koga Yūsei (古賀悠聖 (Cổ Hạ Du Thánh)) sinh ngày 1 tháng 1, 2001 (Bình Thành thứ 13) tại TP Fukuoka, tỉnh Fukuoka là một kỳ thủ shogi chuyên nghiệp đạt cấp độ Lục đẳng người Nhật Bản.

## Sự nghiệp
Chiến thuật ưa dùng của Koga là Cư Phi Xa.
Koga đã học shogi từ anh khi khoảng 3, 4 tuổi. Vào năm 2011, khi đang học lớp 5 tiểu học, anh đã vô địch Tiểu học Vương Tướng Chiến Kurashiki toàn Nhật Bản lần thứ 10 tại hạng mục lớp lớn. Cũng vào tháng 9 năm đó, Koga gia nhập Trường đào tạo kì thủ với xếp hạng Lục cấp (6-kyu).
Anh được thăng lên Tam đẳng (3-dan) vào tháng 10 năm 2017 và tham gia Giải Tam đẳng từ lần thứ 62. Với việc 2 lần đạt hạng 3 ở các Giải Tam đẳng lần thứ 65 và 67 cùng với thành tích 13 thắng - 5 thua, Koga được thăng lên Tứ đẳng (4-dan) và xếp vào Free Class trong hệ thống Thuận Vị Chiến.
Vào ngày 9 tháng 8 năm 2021, sau khi chiến thắng Kajiura Hirotaka Thất đẳng tại Tân Nhân Vương Chiến kì 52, Koga đã đạt được tỉ lệ thắng từ 65% trở lên trong 30 ván và được xếp vào hạng C2 Thuận Vị Chiến. Sau đó, trong loạt tranh ngôi 3 ván trước Itō Takumi Tứ đẳng, Koga đã để thua 2 ván liên tiếp và về nhì chung cuộc.
Vào năm 2021, giải đấu Shogi Đông - Tây Suntory được thành lập, và Koga trở thành một trong 5 thành viên của đội Kansai (Tây quân). Trong loạt chung kết 5 ván, ở bàn 3, Koga đối đầu Nagase Takuya Vương Tọa và xuất sắc giành chiến thắng để giúp Tây quân chiến thắng 5-0.
Trong mùa giải 2022, ở lần đầu tiên tham gia Thuận Vị Chiến, Koga xếp thứ 3 chung cuộc ở hạng C2 với thành tích 9 thắng - 1 thua và được thăng lên hạng C1 ở Thuận Vị Chiến kì 82. Anh trở thành kì thủ đầu tiên thăng lên hạng C1 sau khi bắt đầu ở Free Class. Ngay mùa giải sau đó (2023), Koga xếp hạng 2 chung cuộc tại hạng C1 Thuận Vị Chiến kỳ 82 và thành công giành suất thăng lên hạng B2, trở thành kỳ thủ đầu tiên từ Free Class thăng lên hạng B2, và cũng là người đầu tiên sau 41 năm thăng hạng Thuận Vị Chiến 2 kỳ liên tiếp kể từ lần đầu tham gia.

## Lịch sử thăng cấp
| Ngày thăng cấp                        | Đẳng cấp         | Ghi chú                                                               |
| ------------------------------------- | ---------------- | --------------------------------------------------------------------- |
| Tháng 9 năm 2011 (11 tuổi 8 tháng)    | Lục cấp (6-kyu)  | Gia nhập Trường Đào tạo                                               |
| Tháng 10 năm 2017 (16 tuổi 9 tháng)   | Tam đẳng (3-dan) |                                                                       |
| 1 tháng 10 năm 2020 (19 tuổi 9 tháng) | Tứ đẳng (4-dan)  | Xếp thứ 3 Giải Tam đẳng 2 lần, được xếp vào Free Class                |
| 14 tháng 3 năm 2023 (22 tuổi 2 tháng) | Ngũ đẳng (5-dan) | Thăng lên hạng C1 Thuận Vị Chiến (tổng thành tích 60 thắng - 32 thua) |
| 5 tháng 3 năm 2024 (23 tuổi 2 tháng)  | Lục đẳng (6-dan) | Thăng lên hạng B2 Thuận Vị Chiến (tổng thành tích 77 thắng - 42 thua) |

## Thành tích chính

### Thăng/giáng hạng/tổ
Chi tiết về hạng/tổ của kỳ thủ vui lòng xem các bài Thuận Vị Chiến và Long Vương Chiến.
| Mùa giải | Thuận Vị Chiến | Thuận Vị Chiến | Thuận Vị Chiến | Thuận Vị Chiến | Thuận Vị Chiến | Thuận Vị Chiến | Thuận Vị Chiến | Thuận Vị Chiến | Long Vương Chiến | Long Vương Chiến | Long Vương Chiến | Long Vương Chiến | Long Vương Chiến | Long Vương Chiến | Long Vương Chiến | Long Vương Chiến |
| Mùa giải | Kỳ             | Danh Nhân      | Hạng A         | Hạng B         | Hạng B         | Hạng C         | Hạng C         | FC             | Kỳ               | Long Vương       | Tổ 1             | Tổ 2             | Tổ 3             | Tổ 4             | Tổ 5             | Tổ 6             |
| Mùa giải | Kỳ             | Danh Nhân      | Hạng A         | Tổ 1           | Tổ 2           | Tổ 1           | Tổ 2           | FC             | Kỳ               | Long Vương       | Tổ 1             | Tổ 2             | Tổ 3             | Tổ 4             | Tổ 5             | Tổ 6             |
| --- | -------------- | -------------- | -------------- | -------------- | -------------- | -------------- | -------------- | -------------- | ---------------- | ---------------- | ---------------- | ---------------- | ---------------- | ---------------- | ---------------- | ---------------- |
| 2019 | 78             | Chưa tham gia  | Chưa tham gia  | Chưa tham gia  | Chưa tham gia  | Chưa tham gia  | Chưa tham gia  | Chưa tham gia  | 33               |                  |                  |                  |                  |                  |                  | Tổ 63d           |
| 2020 | 79             | Chưa tham gia  | Chưa tham gia  | Chưa tham gia  | Chưa tham gia  | Chưa tham gia  | Chưa tham gia  | Chưa tham gia  | 34               |                  |                  |                  |                  |                  |                  | Tổ 6             |
| 2021 | 80             |                |                |                |                |                |                | FX             | 35               |                  |                  |                  |                  |                  |                  | Tổ 6             |
| 2022 | 81             |                |                |                |                |                | C252           |                | 36               |                  |                  |                  |                  |                  |                  | Tổ 6             |
| 2023 | 82             |                |                |                |                | C126           |                |                | 37               |                  |                  |                  |                  |                  |                  | Tổ 6             |
| Ô đóng khung biểu thị năm trở thành khiêu chiến giả.Chỉ số dưới ở Thuận Vị Chiến biểu thị thứ hạng Thuận Vị vào đầu mùa giải ở hạng đó (x là điểm giáng tổ trong kỳ đó, * là điểm giáng tổ tích luỹ, + là điểm giáng tổ được xoá)FC: Free Class (FX: xếp vào Free Class, FT: tự nguyện xuống Free Class).Chữ in đậm ở Long Vương Chiến biểu thị giành chiến thắng tổ trong Vòng Xếp hạng; Tên tổ(kèm chú thích dưới) biểu thị người chưa phải kỳ thủ chuyên nghiệp tham gia thi đấu. |                |                |                |                |                |                |                |                |                  |                  |                  |                  |                  |                  |                  |                  |